# Емо
Емо је стил рок музике који карактерише изражајан текст. Настао је средином 1980-их током хардкор пунк покрета у Вашингтону, где је био познат као "емоционални хардкор" или "емокор" и почео бендовима као што су Rites of Spring и Embrace. Како је стил преузет од стране америчких панк рок бендова, његов звук и значење су померани и мењани, мешајући се са поп панком и инди роком. Утврђени су раних 1990-их групама као што су Jawbreaker и Sunny Day Real Estate. До средине 1990-их бројни емо акти су произишли из Средњозападне и Централне Америке, и неколико независних издавачких кућа су почеле да се специјализују у стилу.
Емо се пробио у мејнстрим културу у раним 2000-им огромним успехом бендова Jimmy Eat World и Dashboard Confessional и појављивањем поджанра "скримо". У светлу овог успеха, многи емо бендови су потписали уговоре са великим издавачким кућама и стил је постао продајни производ. До касних 2000-их, популарност емо стила је почела да опада. Неки бендови су се удаљили од својих емо корена, а неки бендови су се разишли. Андерграунд "емо препород" је почео 2010-их, бендовима који се ослањају на звуке и естетику емо стила из 1990-их и раних 2000-их. Појавили су се нови поджанрови попут емо попа и насилног ема.
Термин "емо" су користили критичари и новинари за разне уметнике, укључујући мултиплатинум акте и групе са различитим стиловима и звуковима. Поред музике, "емо" се често користи генерално да означи посебан однос између обожаватеља и уметника, и да опише повезане аспекте моде, културе и понашања. Емо је повезан са стереотипом који укључује особине као што су емотивност, осећајност, стидљивост, повученост, или очајавање. Такође је повезан са стереотипима као што су депресија, самоповређивање и самоубиство.

## Порекло: 1980-е
Емо је почео као стил пост-хардкора и произашао из хардкор панк сцене раних 1980-их у Вашингтону, и као реакција на повећање насиља у оквиру сцене и као продужетак личне политике за коју су се залагао Ијан МекКај (Ian MacKaye ) из бенда Minor Threat, који је пребацио фокус музике са заједнице назад на појединца. Обожаватељ ове групе, Гај Пићото (Guy Picciotto) основао је бенд Rites of Spring 1984, ослободивши се самонаметнутих хардкор граница у корист мелодичних гитара, разноликих ритмова и дубоко личних, страствених текстова. Многе теме бенда ће постати познати тропи у каснијим генерацијама емо музике, укључујући носталгију, романтичну горчину и поетски очај. Њихови наступи су постали јавне емотивне чистке у којима би публика понекад плакала. МекКај је постао велики обожаватељ бенда Rites of Spring, снимивши њихов једини албум и служећи као њихов помоћник на турнејама, а убрзо је основао  свој нови бенд Embrace, који је истраживао сличне теме трагања за собом и емоционалног опуштања.
Слични бендови су уследили у вези са "Револуционарним летом" 1985, намерним покушајем чланова вашингтонске сцене да изађу из крутих ограничења хардкора у корист обновљеног духа креативности. Бендови попут Gray Matter, Beefeater, Fire Party, Dag Nasty, Soulside и Kingface су повезани са овим покретом.
- Емо